# Safia obscisana
Safia obscisana är en fjärilsart som beskrevs av Embrik Strand 1917. Safia obscisana ingår i släktet Safia och familjen nattflyn. Inga underarter finns listade.